# Mariinsk
Mariinsk (en russe : Мариинск) est une ville de l'oblast de Kemerovo, en Russie, et le centre administratif du raïon Mariinski. Sa population s'élevait à 40 287 habitants en 2023.

## Géographie
Mariinsk est située en Sibérie occidentale, sur la rivière Kiia, à 164 km au nord-est de Kemerovo.

## Histoire
Mariinsk a été fondée en XVIIIe siècle : c'était alors le village de Kiiskoïe. En 1856, elle reçut le statut de ville et fut renommée l'année suivante.

## Transport
Route d'accès: R255 (ancien numéro M53).
Mariinsk se trouve sur le chemin de fer Transsibérien, au kilomètre 3713 depuis Moscou.
Novossibirsk est à cinq heures et Tomsk à trois heures en train.

## Population
Recensements (*) ou estimations de la population
| 1897* | 1939*  | 1959*  | 1970*  | 1979*  |
| ----- | ------ | ------ | ------ | ------ |
| 8 216 | 22 278 | 40 793 | 39 699 | 39 504 |

| 1989*  | 2002*  | 2010*  | 2012   | 2013   |
| ------ | ------ | ------ | ------ | ------ |
| 40 956 | 42 977 | 40 526 | 40 092 | 40 287 |

## Économie
La principale entreprise de Mariinsk est : OAO Spirtovoï kombinat (russe : ОАО Спиртовой комбинат) : alcool éthylique, boissons alcoolisées, protéines fourragères, aliments pour bétail.
- Mariinsk Distillery JSC (Russian Distillery Co.) produit la Beluga Vodka.

## Tourisme

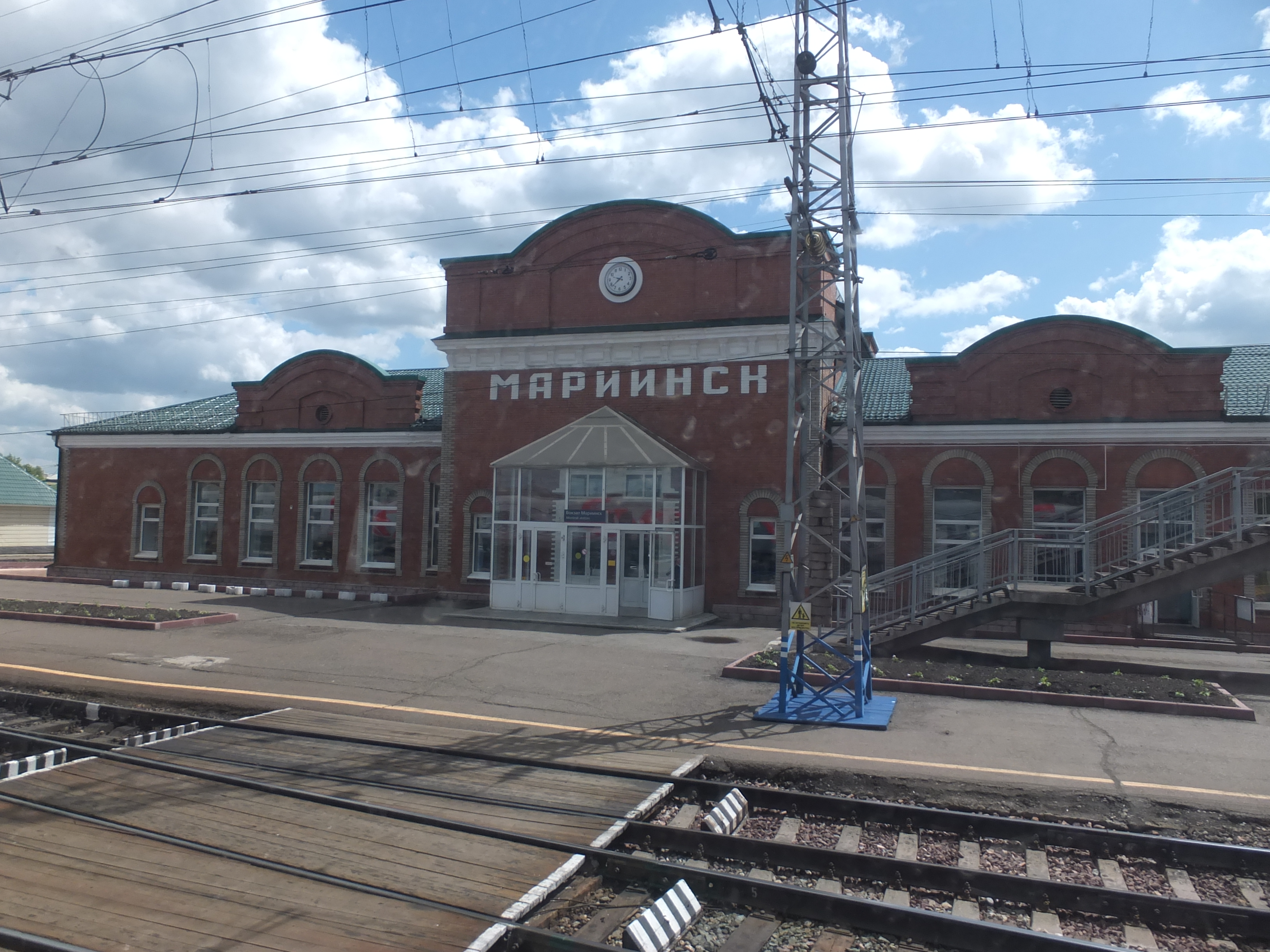
Gare de Mariinsk

- Musée des traditions locales de Mariinsk[2], fondé en 1971. 22 000 visiteurs par an[3].